# Aruanã-prateado
Osteoglossum bicirrhosum Vand, conhecido popularmente como aruaná, amaná, aruanã, arauaná e aruanã-prateado, é um peixe de água doce, ósseo, da família Osteoglossidae, comumente mantido em aquário. 

## Etimologia
O termo Osteoglossum significa "língua óssea" e bicirrhosum significa "duas barbas" (do grego). "Aruanã" procede do tupi antigo aruanã.

## Descrição
Peixe teleósteo, da ordem dos Osteoglossiformes, da família dos osteoglossídeos, com coloração cinzento-prateada no dorso, amarelada no abdome, boca com fenda oblíqua, mento com dois barbilhões curtos, escamas muito grandes, prateadas e nadadeiras dorsal e anal situadas na parte posterior do corpo.
Ambiente: bentopelágico de água doce, temperatura da água, entre 24 e 32°C, pH entre 4,0 e 6,8.
Dimensões: tamanho máximo registrado 120 cm e 4,6 kg.
Média resiliência.
Distribuição geográfica: América do  Sul, Bacia do Amazonas, principalmente rios Oiapoque e Rupuni.

## Morfologia
Corpo coberto por escamas muito grandes, barbatanas dorsais e anais fundidas quase com a barbatana caudal. Dois barbilhões na extremidade mais baixa da maxila inferior.
Prateado com brilho azulado ou amarelado quando jovem.

## Alimentação
Peixe omnívoro, com tendência a se alimentar de peixes na superfície. Costuma dar saltos fora da água para capturar presas, como grandes insetos, nos galhos mais baixos das árvores, na floresta alagada.
Pode viver em ambientes com baixos níveis de oxigênio dissolvido  na água.

## Statusde conservação
Não incluído na lista vermelha da União Internacional para a Conservação da Natureza e dos Recursos Naturais, embora, na prática, as pescas predatória e esportiva tenham diminuído notadamente suas populações.

## Como peixe de aquário
É um peixe que, há alguns anos, vem ganhando popularidade como peixe ornamental, principalmente na Europa e no Japão. Quando em aquário, se mostra um animal belíssimo e muito inteligente.

### Aquário
O aquário para o aruanã deve ser de grandes dimensões, pelas próprias características do peixe. O peixe, em sua fase juvenil, tem crescimento muito rápido, necessitando de um aquário de pelo menos 600 litros, para um exemplar. Para dois indivíduos, consideremos, pelo menos, 1 000 litros.
Volumes menores que estes, em pouco tempo, irão apresentar condições de baixa qualidade de água em virtude dos hábitos alimentares do aruanã.
A filtragem deve ser superdimensionada, para manter a água em boas condições. Para tais aquários, são indicados filtros de grande vazão, podendo ser Dry-wet, Canisters, ou filtros de areia fluidizada.
A água deve ser mantida entre 25 e 30°C, com pH entre 6 e 6,8, condições que são normalmente encontradas nos habitat naturais deste peixe.
Como alimento, devem ser fornecidos, ao aruanã, pequenos peixes, de preferência não coletados e sim criados em cativeiro, como platis, paulistinhas etc.
Existem diversos relatos de aruanãs que foram acostumados a comer rações industrializadas, o que se traduz em melhor qualidade de água no aquário e melhores condições de saúde, uma vez que tais rações industrializadas, quando de boa qualidade, têm nutrientes balanceados e afetam pouco a qualidade de água.
A criação da aruanã em tanques se assemelha muito a dos aquários, a grande diferença fica na alimentação e quantidades de alimento oferecido as Aruanas.
Aconselha se soltar Aruanas em tanques depois de serem criadas com ração, assim facilita muito a manutenção do tanque e dos próprios peixes.
Se Reproduzem 2X ao ano e os machos ficam com os ovos e alívinos na boca até conseguirem nadar e pegar comida.
PH é similar ao aquário entre 4 e 6.8